# Epirrhoe tartuensis
Epirrhoe tartuensis is een vlinder uit de familie van de spanners (Geometridae).
De spanwijdte van deze vlinder is 24 tot 29 millimeter. 
De soort gebruikt walstro als waardplant. De rups is te vinden van halverwege juni tot en met augustus. De pop overwintert. De vliegtijd is in juni en juli.
De soort komt voor in Finland, de Baltische staten en aangrenzend Rusland.